# قوة الهجين

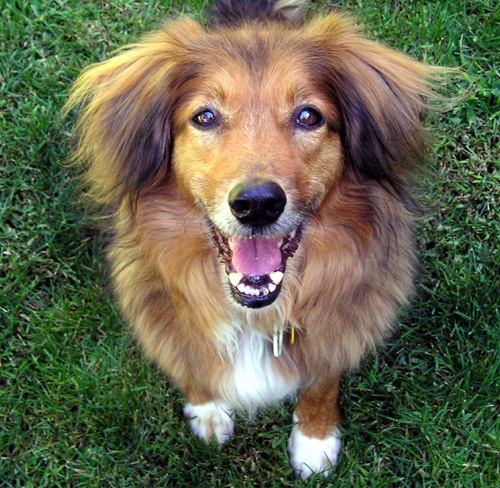
التغاير أو قوة الهجين أو تحسين التوالد الخارجي أو قوة الخليط

التغاير أو قوة الهجين أو تحسين التوالد الخارجي أو قوة الخليط هو الوظيفة المحسنة أو المتزايدة لأي خاصية بيولوجية في النسل الهجين. يكون النسل متغايرًا إذا تحسنت خلاياه نتيجةً اختلاط المساهمات الجينية لأبويه. يمكن أن تحدث هذه الآثار بالوراثة المندلية أو الوراثة غير المندلية.

## تعريفات
عند اقتراح مصطلح التغاير ليكون بديلًا عن مصطلح تغاير الزيجوت الأقدم، أراد جي إتش شول جعل المصطلح لا يقتصر على الآثار التي يمكن تفسيرها من خلال تغاير الزيجوت في الوراثة المندلية.
«إن القوة الفيزيولوجية للكائن الحي المتمثلة بسرعة نموه وارتفاعه وقوته العامة، ترتبط إيجابًا  بدرجة الاختلاف في الأعراس التي تشكل الكائن من اتحادها ... كلما زادت الاختلافات بين الأعراس المتحدة – على الأقل ضمن حدود معينة –زاد مقدار التحفيز بشكل عام ... ليس من الضروري أن تتبع هذه الاختلافات الوراثة المندلية ... تفاديًا للتلميح بأن جميع الاختلافات الجينية التي تحفز انقسام الخلايا والنمو والنشاطات الفيزيولوجية الأخرى للكائن الحي مندلية الوراثة وأيضًا ليكون التعبير موجزًا أقترح ... تبني كلمة «تغاير»».
غالبًا ما يُناقَش التغاير على أنه عكس انحدار التوالد الداخلي على الرغم من إمكانية رؤية الاختلافات بين هذين المفهومين في الاعتبارات التطورية مثل دور الاختلاف الوراثي أو آثار الانحراف الوراثي في التجمعات الأحيائية الصغيرة على هذين المفهومين. يحدث انحدار التوالد الداخلي عندما ينجب الآباء ذوو القرابة أطفالًا لديهم خلات تؤثر سلبًا على صلاحيتهم ويرجع ذلك إلى حد كبير إلى تماثل الزيجوت. في مثل هذه الحالات، يجب أن يؤدي التهجين إلى التغاير.
لا تؤدي جميع حالات التهجين إلى تغاير. فمثلًا، يمكن أن تنخفض الصلاحية عندما يرث الهجين خلات غير متوافقة تمامًا من أبويه. وهذا شكل من أشكال انحدار التوالد الخارجي.

## السيادة مقابل السيادة المفرطة
السيادة مقابل السيادة المفرطة خلاف علمي في مجال علم الوراثة استمر لأكثر من قرن. ذُكرت هاتان الفرضيتان المتنافستان لأول مرة في 1908.

## الأساس الجيني
يميل التجمع الأحيائي لفقدان التنوع الجيني حين يكون صغيرًا أو متوالدًا داخليًا. يعبر انحدار التوالد الداخلي عن فقدان الصلاحية بسبب فقدان التنوع الجيني. تميل السلالات المتوالدة داخليًا لأن تكون متماثلة الزيجوت بالنسبة للأليلات المتنحية الضارة بشكل طفيف (أو تنتج خلة غير مرغوب بها من قبل المربي). التغاير أو قوة الهجين، من جهة أخرى، هي ميل السلالات المهجنة لتجاوز كلا الأبوين المتوالدين داخليًا في الصلاحية.
بدأ الاصطفاء الاصطناعي للنباتات والحيوانات، بما في ذلك التهجين، قبل وجود أي فهم للمبادئ العلمية الأساسية بوقت طويل. في أوائل القرن العشرين، وبعد أن أصبحت قوانين مندل مفهومة ومقبولة، تعهد علماء الوراثة بشرح الحيوية المتفوقة للكثير من الهجائن النباتية. طُورِت فرضيتان متنافستان لا تستبعد إحداهما الأخرى:
- فرضية السيادة. تعزو فرضية السيادة تفوق الهجائن إلى كبح الأليلات المتنحية غير المرغوب فيها من أحد الأبوين بواسطة أليلات سائدة من الآخر. تعزو الأداء الضعيف للسلالات المتوالدة داخليًا إلى فقدان التنوع الجيني، إذ تصبح السلالات متماثلة الزيجوت بشكل تام في الكثير من مواقع الكروموسوم. عُبر عن فرضية السيادة لأول مرة في 1908 من قبل عالم الوراثة تشارلز دافنبورت.[5] تتوقع فرضية السيادة أن تبقى الأليلات الضارة في أفراد التزاوج العشوائي في حالة توازن اصطفاء-تطفّر يعتمد على معدل التطفر وتأثير الأليلات ودرجة التعبير عن الأليلات في متغايرات الزيجوت.[6]
- فرضية السيادة المفرطة. تكون مجموعات معينة من الأليلات التي يمكن الحصول عليها من خلال التزاوج بين سلالتين متوالدتين داخليًا مفيدة في الزيجوت المتغايرة. تعزو فرضية السيادة المفرطة ميزة الزيجوت المتغايرة إلى نجاة الكثير من الأليلات المتنحية والضارة في الزيجوت المتماثلة. تعزو هذه الفرضية الأداء الضعيف للسلالات المتوالدة داخليًا إلى وجود نسبة عالية من هذه الأليلات المتنحية الضارة. طُورت فرضية السيادة المفرطة بشكل مستقل من قبل إدوارد موراي إيست (1908) وجورج شول (1908). يُتوقع أن يُحافَظ على الاختلاف الوراثي في موقع كروموسومي ذو سيادة مفرطة عن طريق موازنة الاصطفاء. تفضل الصلاحية المرتفعة للأنماط الجينية متغايرة الزيجوت استمرار تعدد الأشكال الأليلي في التجمع الأحيائي.[7]

للسيادة والسيادة المفرطة نتائج مختلفة على بصمة التعبير الجيني للأفراد. إذا كانت السيادة المفرطة هي السبب الرئيس لمزايا الصلاحية المشاهدة في التغاير، يجب أن يكون هناك تعبير مفرط لجينات معينة في النسل متغاير الزيجوت مقارنة بالأبوين متماثلي الزيجوت. أما إذا كانت السيادة هي السبب، يجب أن ينقص التعبير عن عدد أقل من الجينات في النسل متغاير الزيجوت مقارنة بالأبوين. يجب أن يكون التعبير عن أي جين مشابهًا للتعبير الملاحظ عند الأب الأكثر صلاحية.

## نظرة تاريخية
اعتقد عالم الوراثة والتجمعات الأحيائية جيمس كرو (1916-2012)، في أيام شبابه، أن السيادة المفرطة كانت مساهمًا رئيسًا في قوة الهجين. نشر في 1998 مراجعة بأثر رجعي لهذا العلم الحديث. وفقًا لكرو، أثار عرض عدة حالات تظهر ميزة تغاير الزيجوت في ذبابة الفاكهة وكائنات حية أخرى حماسًا كبيرًا لصالح نظرية السيادة المفرطة بين العلماء الذين يدرسون تهجين النبات. لكن السيادة المفرطة تلمح إلى أن عوائد سلالة متوالدة داخليًا يجب أن تنخفض لأن السلالات التي اختيرت بسبب خصائصها الناتجة عن التهجين ستترك لتتوالد داخليًا، وسترتفع نسبة الأليلات المتنحية الضارة في العوائد المتوالدة داخليًا. على مر السنين، أثبتت التجارب في علم الوراثة النباتية أن العكس يحدث، أي أن العوائد تزداد في السلالات المتوالدة داخليًا والهجينة، ما يشير إلى أن السيادة وحدها قد تكون كافية لتفسير العائد المتفوق للهجائن. أُبلغ فقط عن بعض الحالات الحاسمة التي تظهر السيادة المفرطة في علم الوراثة. منذ الثمانينيات، ومع تصاعد الأدلة التجريبية، عادت نظرية السيادة.

كتب كرو:
وجهة النظرة الحالية... هي أن فرضية السيادة التفسير الرئيس لانخفاض التوالد الداخلي والعائد المرتفع للهجائن. يوجد القليل من الأدلة الإحصائية التي تبين مساهمات السيادة المفرطة والروكبة. وعما إذا كانت أفضل الهجائن تحصل على دفعة إضافية من السيادة المفرطة أو مساهمات مرغوبة من الروكبة، فالسؤال يبقى مفتوحًا.

## الخلاف
يسبب مصطلح التغاير غالبًا الارتباك والخلاف، خاصة في الاصطفاء الاصطناعي للحيوانات المستأنسة، لأنه يدعي أحيانًا (على نحو خاطئ) أن كل النباتات والحيوانات المهجنة «متفوقة جينيًا» على أبويها بسبب التغاير. ومع ذلك، هناك مشكلتان بهذا الادعاء:
- أولًا، وفقًا لمقالة نشرت في مجلة جينوم بيولوجي، «التفوق الجيني» مصطلح غير واضح المعالم وغير مقبول بشكل عام في المجال العلمي لعلم الوراثة. مصطلح الصلاحية ذو الصلة معرف بشكل جيد، ولكن نادرًا ما يمكن قياسه بشكل مباشر. عوضًا عن ذلك، يستخدم العلماء كميات موضوعية وقابلة للقياس مثل عدد البذور التي ينتجها نبات ما أو معدل إنبات البذور أو النسبة المئوية للكائنات الحية التي تعيش حتى سن الإنجاب. انطلاقًا من هذا المنظور، قد يكون للنباتات والحيوانات المهجنة التي تُظهِر التغاير خلات «متفوقة»، ولكن هذا لا يعادل بالضرورة أي دليل على «التوفق الجيني» الصريح. يعد استخدام مصطلح «التفوق» أمرًا شائعًا على سبيل المثال في تربية العوائد، ويُفهم جيدًا أنه يعني نباتًا أكثر قوة وذا عائد زراعي أفضل. قد يكون عائد مثل هذا النبات أفضل في المزرعة، لكنه من الأرجح أن يكافح من أجل البقاء في البرية، ما يجعل هذا الاستخدام عرضة لسوء التفسير.[9][10]